# Monte Renoso
Le Monte Renoso  (en corse Monti Rinosu) est le plus haut sommet du massif du même nom occupant la région entre les cols de Vizzavona et de Verde. Culminant à 2 352 mètres d'altitude, il est situé sur les communes de Bastelica, Bocognano et Ghisoni.
Le massif du Monte Renoso est le troisième plus élevé de l'île, après ceux du Monte Cinto et du Monte Rotondo, devant le massif du Monte Incudine.

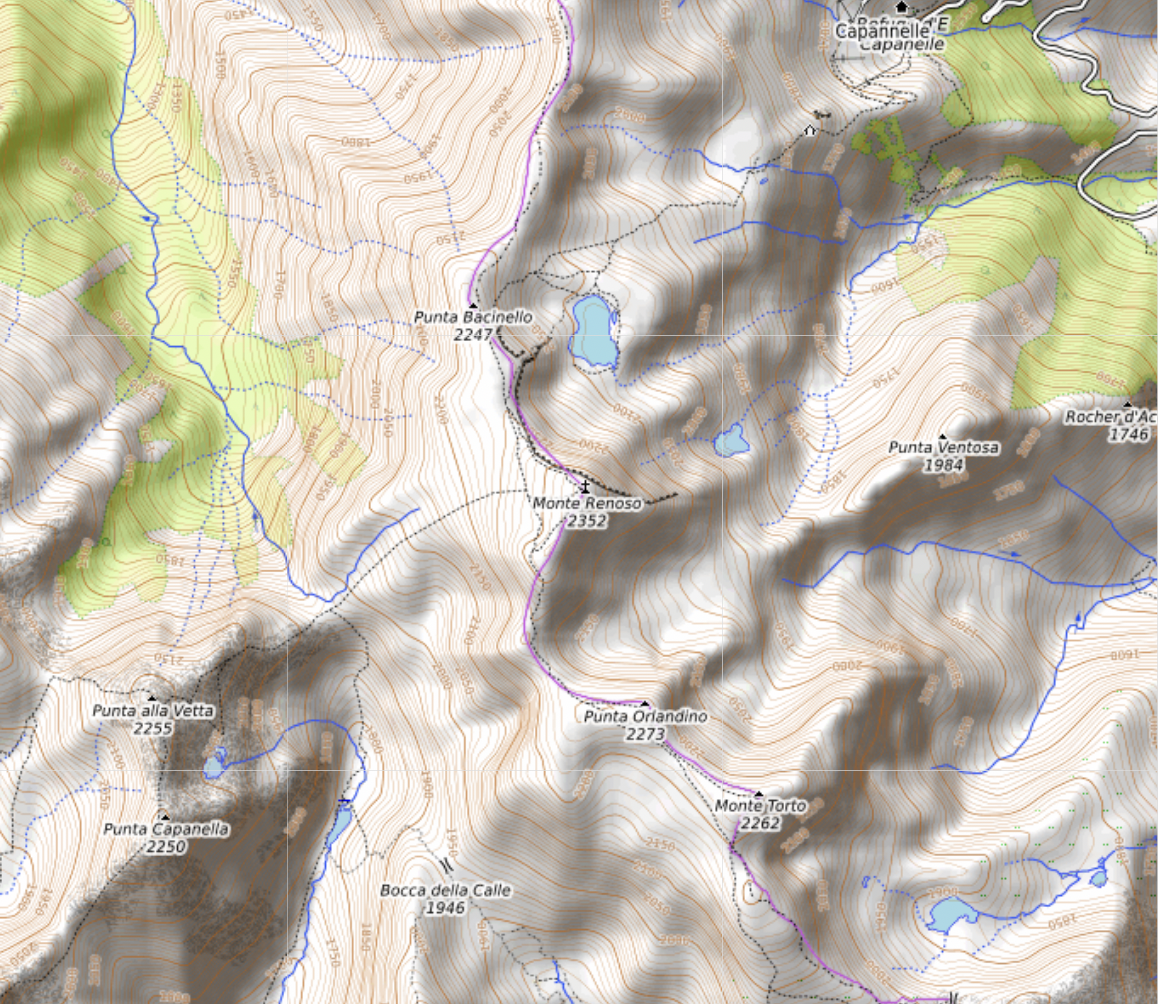
Carte topographique.

Le Monte Renoso est le quatrième plus haut sommet de l'arête faîtière qui coupe la Corse en deux, derrière la Punta Minuta (2 556 m), la Paglia Orba (2 525 m) et la Maniccia (2 496 m). C'est aussi le second plus haut sommet du Pumonti (territoire historique qui coïncide approximativement avec la Corse-du-Sud) après la Maniccia.
Dans le massif du Renoso il est possible d'admirer plusieurs lacs :

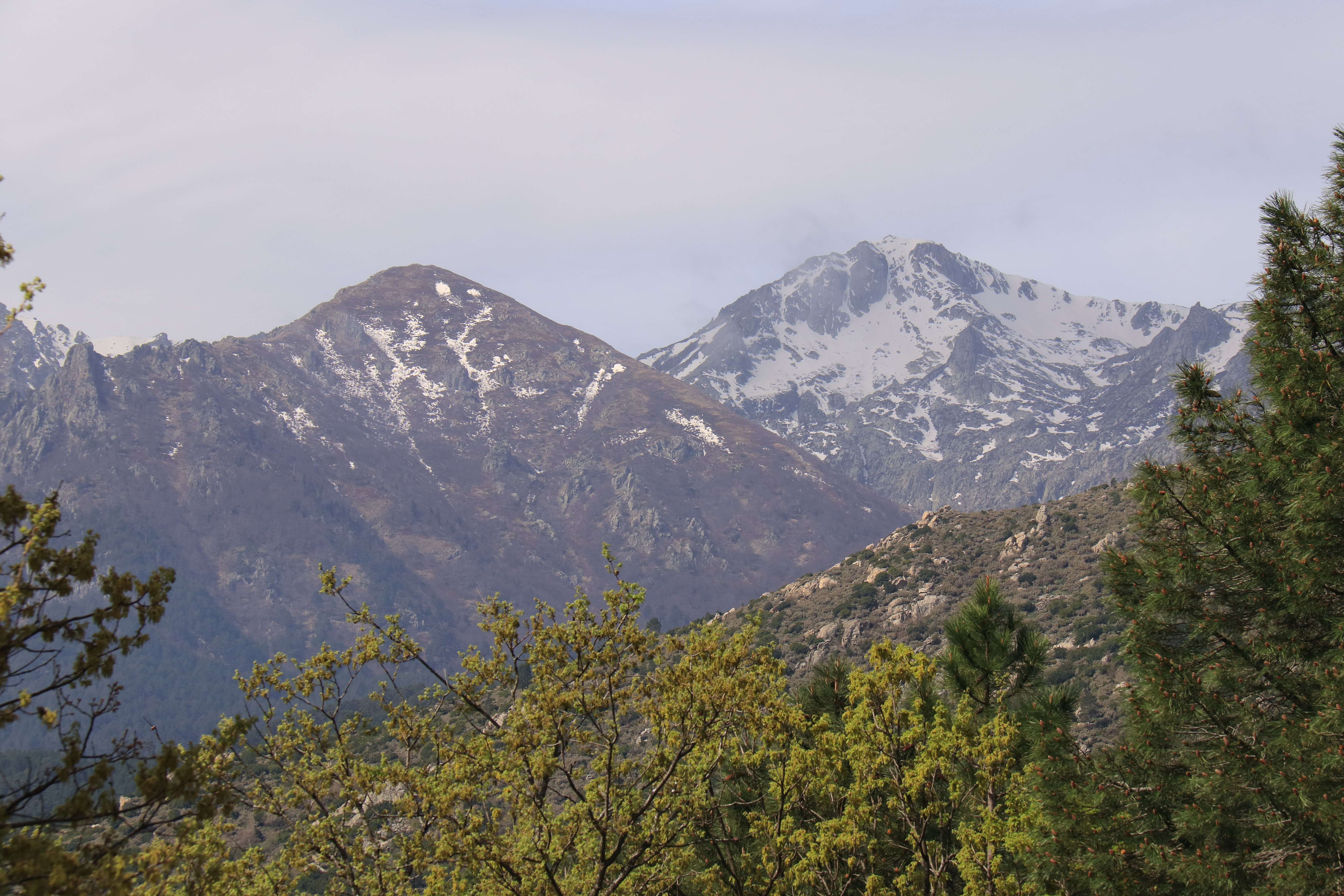
Le sommet du Monte Renoso vu depuis les environs de Ghisoni (Castello).

- lac de Bastani ;
- lac de Nielluccio ;
- lac de Rina Soprano ;
- lac de Rina Sottano ;
- lac de Bracca ;
- lac de Vitalacca.

## Avalanche du 8 février 1927
Douze bûcherons italiens sont morts au col de Verde, sur le versant est du massif, dans une avalanche qui emporta leur cabane,.

## Catastrophe du Renoso
Le 29 décembre 1962, l'avion Boeing 307 F-BELZ, de la compagnie Air-Nautic qui transportait 22 joueurs du club de basket-ball de Bastia (plus ses 3 membres d'équipage) alla heurter la paroi Sud du Monte Renoso à 2 300 mètres d'altitude, au-dessus de Ghisoni. Il était un peu plus de 13 heures, les conditions atmosphériques étant très mauvaises, les colonnes de secours ne parvinrent à atteindre l'épave que deux jours plus tard, le 31 décembre 1962. Il n'y avait aucun survivant. Tous les corps ne furent pas identifiés. Une stèle en mémoire des 25 disparus se trouve dans le cimetière de Bastia et une autre à l'extérieur de l'église de Ghisoni. Cette catastrophe fit une victime supplémentaire, un légionnaire de l'équipe de secours qui fit une chute mortelle en se rendant sur l'emplacement de l'impact sur la paroi rocheuse.